# Айяланд
Айяланд (от нидерл. Ajaland — «Земля айя») — территория, населенная народом айя в Бенине и Того, Западная Африка. В конце XVI и начале XVII веков эта территория была крупным центром атлантической работорговли. Она была в значительной степени разделена между королевством Уида и владениями правителя Аллады. Однако, как утверждает Дэвид Росс, короли этих доменов не контролировали всю территорию, а делили свои владения со многими другими правителями, которые контролировали довольно ограниченные территории.